# مجلس استونی

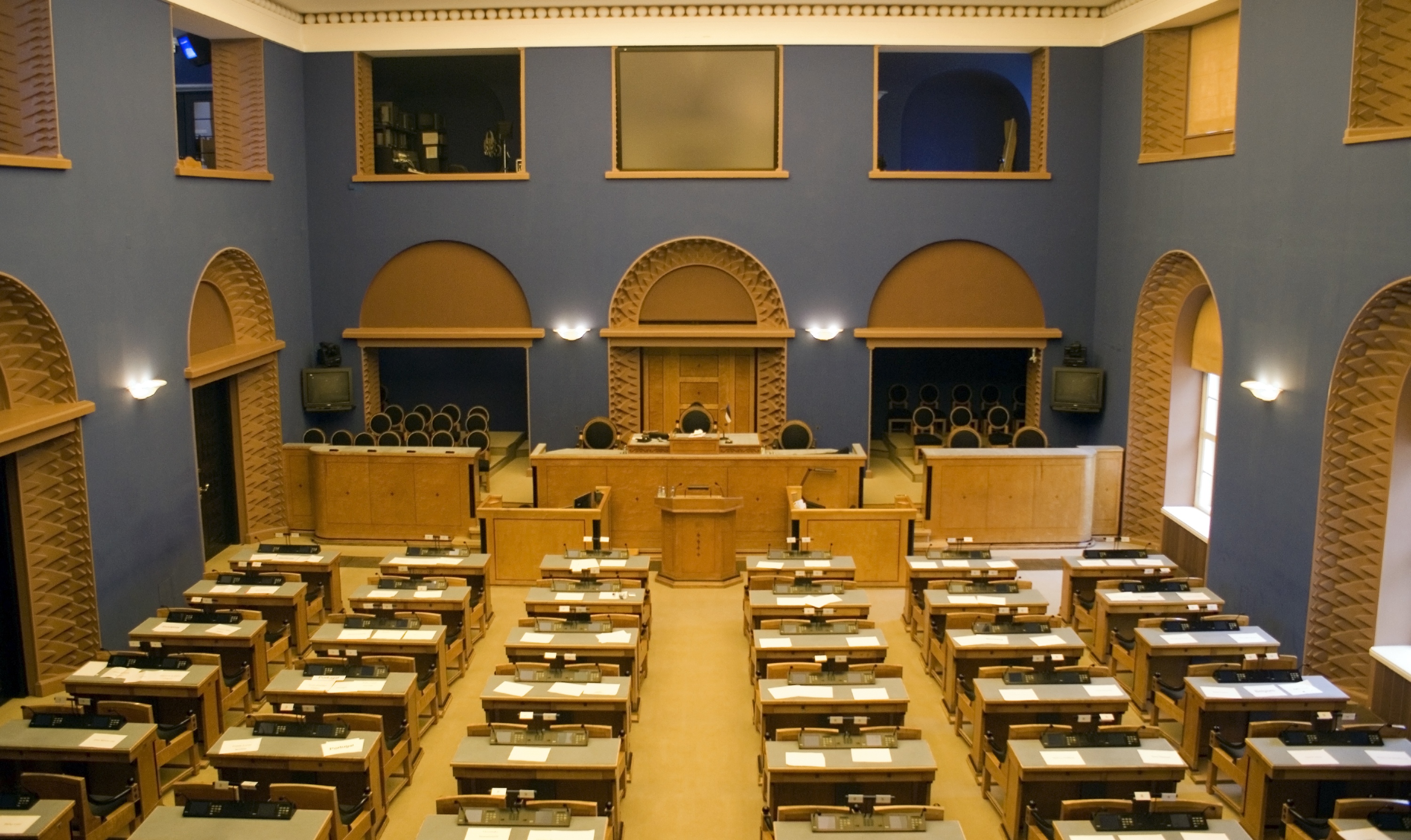
مجلس استونی

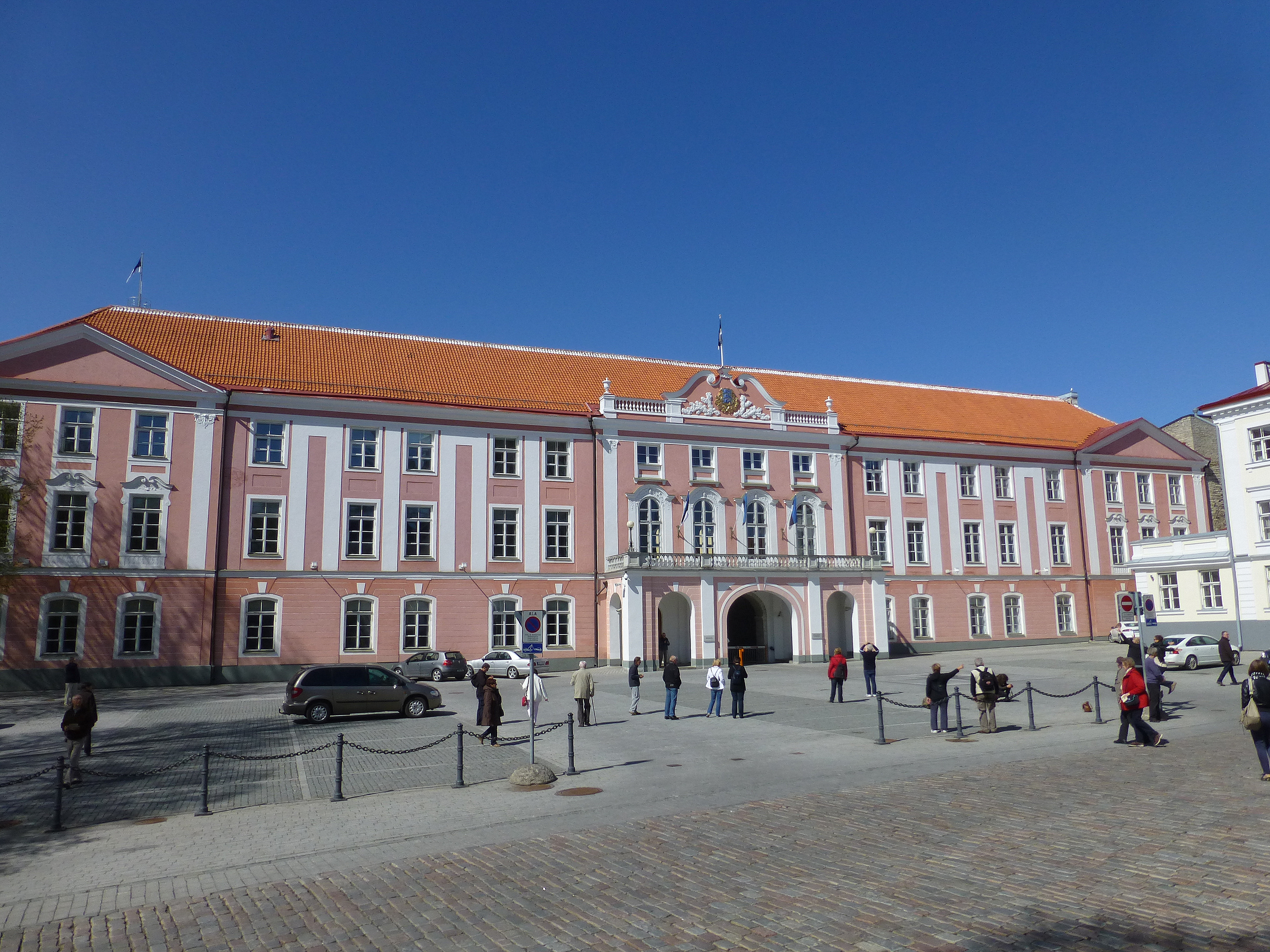
ساختمان مجلس استونی در قلعه تومپئا

مجلس استونی یا ریگیکوگو (به استونیایی: Riigikogu) تنها مجلس کشور استونی است که ۱۰۱ نماینده آن توسط مردم این کشور انتخاب می‌شود.
مجلس استونی علاوه بر تصویب قوانین، انتخاب مقامات مهم کشور همچون رئیس‌جمهور و رئیس دیوان عالی کشور را به عهده دارد. همچنین تمامی معاهده‌های خارجی و تصویب بودجه که توسط دولت ارائه می‌شود از دیگر وظایف این مجلس است.
این مجلس برای اولین بار در تاریخ ۲۳ آوریل ۱۹۱۹ تأسیس شده‌است.

## ریاست مجلس

### از ۱۹۹۲
| نام        | دوره                         | مجلس                          |
| ---------- | ---------------------------- | ----------------------------- |
| اولو نوگیس | ۲۱ اکتبر ۱۹۹۲ – ۲۱ مارس ۱۹۹۵ | VII Riigikogu                 |
| توماس ساوی | ۲۱ مارس ۱۹۹۵ – ۳۱ مارس ۲۰۰۳  | VIII Riigikogu, IX Riigikogu  |
| انه ارگما  | ۳۱ مارس ۲۰۰۳ – ۲۳ مارس ۲۰۰۶  | X Riigikogu                   |
| توماس وارک | ۲۳ مارس ۲۰۰۶ – ۲ آوریل ۲۰۰۷  | X Riigikogu                   |
| انه ارگما  | ۲ آوریل ۲۰۰۷ – ۲۰ مارس ۲۰۱۴  | XI Riigikogu, XII Riigikogu   |
| ایکی نستور | ۲۰ مارس ۲۰۱۴ – ۴ آوریل ۲۰۱۹  | XII Riigikogu, XIII Riigikogu |
| هن پولواس  | ۴ آوریل ۲۰۱۹–۱۸ مارس ۲۰۲۱    | XIV Riigikogu                 |
| یوری راتاس | ۱۸ مارس ۲۰۲۱                 | XIV Riigikogu                 |